# Eumorphus bipunctatus crucifer
Eumorphus bipunctatus crucifer es una subespecie de coleóptero de la familia Endomychidae.

## Distribución geográfica
Habita en Borneo.